# Араужу Матсинье, Мариану де
Мариану де Араужу Матсинье (порт. Mariano de Araújo Matsinhe; род. 29 сентября 1937) — мозамбикский государственный и политический деятель, член Политбюро ФРЕЛИМО в 1980-х годах. Входил в состав коллегиального руководства страны после гибели президента Саморы Машела (19 октября 1986) и до избрания Жоакима Чиссано (6 ноября 1986). Занимал пост министра государственной безопасности Мозамбика в 1980-е годы.

## Биография
В 1980-х годах был членом Политбюро ФРЕЛИМО, а также возглавлял Министерство государственной безопасности. После гибели президента Саморы Машела 19 октября 1986 года входил в состав временного коллегиального руководства страны до инаугурации нового президента Жоакима Чиссано 6 ноября 1986 года.